# Otto Drescher
Otto Johann Drescher (5 de octubre de 1895 - 13 de agosto de 1944) fue un general alemán en la Wehrmacht de la Alemania Nazi durante la II Guerra Mundial. Fue condecorado con la Cruz de Caballero de la Cruz de Hierro. Drescher murió el 13 de agosto de 1944 en Memel (Klaipėda).

## Condecoraciones
- Cruz de Caballero de la Cruz de Hierro el 6 de abril de 1944 como Generalleutnant y comandante de la 267.ª División de Infantería[1]